# Apiacás
Apiacás är en kommun i Brasilien.   Den ligger i delstaten Mato Grosso, i den centrala delen av landet, 1 300 km nordväst om huvudstaden Brasília. Antalet invånare är 8 538.
I omgivningarna runt Apiacás växer i huvudsak städsegrön lövskog. Trakten runt Apiacás är nära nog obefolkad, med mindre än två invånare per kvadratkilometer.